# Giovanni Scatturin
Giovanni Scatturin (ur. 30 maja 1893 w Wenecji, zm. 11 października 1951 w Rosario) – włoski wioślarz, dwukrotny medalista olimpijski.
Wystąpił na igrzyskach olimpijskich w Antwerpii w 1920, gdzie razem z Ercole Olgenim i Guido De Filipem (sternik), zdobył złoty medal w dwójkach ze sternikiem. W finale Włosi o 1 sekundę wyprzedzili drugich na mecie Francuzów. Na rozgrywanych cztery lata później igrzyskach olimpijskich w Paryżu Olgeni, Scatturin i Gino Sopracordevole zdobyli w tej samej konkurencji srebrny medal. Walkę o złoto przegrali ze Szwajcarami o 0,1 sekundy.
W dwójkach ze sternikiem zdobył także srebrny medal na mistrzostwach Europy w Como (1923) i brązowy na mistrzostwach Europy w Zurychu (1924). Ponadto zdobył również srebrny medal w ósemkach na mistrzostwach Europy w Ostendzie (1910).
W trakcie kariery reprezentował barwy klubu Canottieri Bucintoro.
Otrzymał złoty medal Włoskiego Narodowego Komitetu Olimpijskiego.